# 清水りさ
清水 りさ（しみず りさ、1979年3月16日 - ）は、レースクイーンやイメージモデル、イメージガール、TV出演、イベント司会、CM出演、ファッションショーで活躍するモデルである。
三重県鈴鹿市出身で現在は東京都在住。所属事務所はアルファ・ジャパンプロモーション。

## 来歴・人物
脚長、8頭身の日本人離れしたプロポーションを生かし、10代の頃から関西で、ショーモデルを中心にモデル業を始める。約1000人の応募の中から、アサヒ生ビール生一丁イメージガールに選ばれる。
その後、数々のコンテストでグランプリなど賞を受賞。世界四大コンテストの1つであった、ミスアジアパシフィック日本代表選抜大会で、ミススイムスーツを受賞。
健康美が受け、その後東京に上京。仕事の幅を増やしながら、K-1ジャパンガール、他数々のラウンドガール、レースクイーン、イメージガールを務める。
外国人モデルに劣らない恵まれたスタイルを生かし海外での仕事も多い。
2000年以降、TV、CMの出演が増え、テレビでは「世界まる見え!テレビ特捜部」「超K-1宣言」「ジャングルTVタモリの法則」「野村義男のdegimarttv」「ゴールデンスロット」他多数。2005年に同じレースクイーン仲間であった村上よしかとお笑いコンビ『うぉんちゅ〜』を結成。秋葉原でDVD発売イベントを行うなど、従来のアイドル的要素を含みつつ、お笑いの聖地である浅草東洋館の舞台、寄席、雷ライブに毎月レギュラー出演するようになるも、約1年半の活動を経て解散。
現在もモデル、MC、モデル講師などで活動中。ミス・コリア日本代表コンテストのモデル講師、特別審査委員も務める。

## 人物
- 兄[3]と弟[4]がいる。
- 性格はおっとり控え目である。
- 愛犬のはちがしばしば、本人のブログに登場する。

## 活動歴

### レースクィーン
- PIRELLI レースクィーン - 2000年
- GT300 ポルシェ910 レースクィーン - 2003年[1]
- KENZ J TRUST & JOMO レースクィーン - 2002年～2003年
- 全日本モーターサイクルクラブ連盟（MCFAJ） レースクィーン - 2002年～2003年
- アップルレースクィーン - 2005年～2006年
- アップガレージ「ドリフトエンジェルス」Team Panther - 2009年
- スーパー耐久「TRACY SPORTS レースクイーン」 - 2010年[5]

### イメージガール
- 明治製菓SAVASスポーツクラブ イメージモデル - 2008年
- 小田原競輪 マスコットガール - 2007年
- 全日本キックボクシング連盟 ラウンドガール - 2006年
- Gatsby Girl - 2006年
- ハンコックタイヤ イメージガール - 2006年
- J-NET ラウンドガール - 2005年
- ミス7days イメージガール グランプリ - 2005年
- マーシャルアーツ日本キックボクシング連盟 ラウンドガール - 2004年
- ロサンゼルス インターナショナルオートサロンショー
- ニュージャージー州 インターナショナルオートサロンショー
- ラスベガスSEMAショー - 2003年
- WPC BB イメージガール - 2002年
- タカラ デジQクィーン - 2001年
- K-1ジャパンガール - 2000年
- アサヒビール、1億本突破記念「生一丁ガールズ」関西美女5人決まる 1995年

### TV出演
- インスタントジョンソンのおつかれミュージちゃんねる - 2007年
- 福島放送れじゃー@ミュー レギュラー - 2006年
- TVK エスパラ レギュラー - 2005年
- NTV「うれすじ」 レギュラー - 2002年～2003年
- NTV「世界まる見え!テレビ特捜部」アシスタント レギュラー - 1999～2003年
- スカイパーフェクTV「野村義男のdigimart TV」 レギュラー - 2000年～2001年
- NTV「超K-1宣言!」 レギュラー - 2000年
- MBS ジャングルTV 〜タモリの法則〜 レギュラー - 2000年

### 司会
- 小田原競輪 - 2007年〜2012年[6]
- イオンタウン水戸南 オープニングセレモニー - 2007年
- さいたまスーパーアリーナ 韓スーパーバレンタインコンサート - 2007年
- FIFA（国際サッカー連盟）ワールドカップ キリンサポーターズステーション - 2006年

### CM・スチール
- 明治製菓SAVASスポーツクラブ - 2008年
- 小田原競輪 - 2008年
- 水道橋グランドホテル - 2008年
- MCコーポレーション - 2008年
- 東京ガス MISTY 広告 - 2007年
- BMWモーターサイクルポスター - 2006年
- アリコジャパンCM - 2005年
- 七十七銀行CM - 2000年～2003年
- 七十七銀行ポスター - 2002年
- 「totoの日」車内刷りポスター

### ファッションショー
- 大丸ファッションショー
- 丸井ファッションショー
- アクトスリー水着ファッションショー
- テイジン水着ファッションショー
- NIKKIファッションショー
- arena水着ファッションショー
- Jun clubファッションショー
- 日航ホテルブライダルショー
- 横浜ロイヤルパークホテルブライダルショー
- ディアーズブレーンブライダルショー
- イタリアディルーカジュエリーショー
- 資生堂マキアージュメイクショー
- セバスチャンヘアーショー
- ウェラヘアーショー
- タカラベルモントヘアーショー
- SAVVYモデルファッションショー
- 国際フィッシングショー
- アングラーズファッションショー
- NIKEゴルフファッションショー
- アジアビューティーエキスポヘアーショー 他

### 雑誌
- COMICパチスロ裏テク 必勝パチスロファン - 2005年～2006年
- Cr prus!（辰巳ムック） - 2002年
- ギャルズパラダイス
- 週刊プレイボーイ　グラビア　集英社　2002年03月19日

### DVD
- ザ・キャンピングカーズ 清水りさ　イーネット・フロンティア　2006年12月15日
- 清水りさ/うぉんちゅ～　ビーエムドットスリー 2005年08月24日
- PASSION オムニバス版　森下千里 名波はるか 朝丘紗智 清水リサ  ビデオメーカー　2004年02月23日
- 清水リサのスパイガール大作戦 エッジ　2003年12月05日
- DEJAVU ～デジャヴュ～/清水リサ　心交社　2002年08月23日
- 清水リサ PASSION　エッジ　2002年08月20日

### 写真集
- 清水リサの「スパイガール大作戦」2003年12月05日
- POISON〈Vol.4〉清水リサ スタープレス 2002年08月20日
- Spark! Super Legs 清水リサ/高橋由佳子　心交社 2002年08月20日